# اندیس آبسرد
آبسرد یک اندیس فلزی است که در حوالی شهر نخلیه استان سیستان و بلوچستان قرار دارد و مادهٔ معدنی موجود در آن، مس است.  